# Collegio di Chippenham
Chippenham è un collegio elettorale inglese situato nel Wiltshire e rappresentato alla camera dei Comuni del parlamento del Regno Unito. Elegge un membro del parlamento con il sistema maggioritario a turno unico; l'attuale parlamentare è Sarah Gibson dei Liberal Democratici, che rappresenta il collegio dal 2024.

## Estensione

### Collegio dal 2024
Il collegio di Chippenham è costituito dalle seguenti divisioni elettorali del Wiltshire: Calne Central, Calne Chilvester and Abberd, Calne North, Calne Rural, Chippenham Cepen Park and Derriads, Chippenham Cepen Park and Hunters Moon, Chippenham Hardenhuish, Chippenham Hardens and Central, Chippenham Lowden and Rowden, Chippenham Monkton, Chippenham Pewsham, Chippenham Sheldon, Corsham Ladbrook, Corsham Pickwick, Corsham Without, Lyneham, Royal Wootton Bassett East, Royal Wootton Bassett North e Royal Wootton Bassett South and West.

### Confini storici

Chippenham dal 2010 al 2024

- 1295–1832: il borough parlamentare di Chippenham nel Parlamento non riformato consisteva della sola parte della parrocchia civile di Chippenham nel Wiltshire. Il borough aveva una popolazione di 1.620 persone nel 1831, e contava 283 abitazioni.
- 1832–1885: il Boundary Act che accompagnò il Reform Act 1832 estese i confini nel borough parlamentare, per includere l'intera parrocchia di Chippenham, le vicine parrocchie di Hardenhuish e Langley Burrell, oltre al distretto extra-parrocchiale di Pewisham. Questo cambiamento triplicò la popolazione del borough, passando a 5.270 persone nel e 883 abitazioni.
- 1885–1918: in questo periodo il Wiltshire fu diviso in cinque divisioni di contea e un borough, tra cui vi era la divisione Nord-Occidentale (o "di Chippenham"). Colloquialmente, era definita semplicemente Chippenham oppure North-West Wiltshire. confinava con Cricklade ad est, Westbury a sud e Devizes a sud-est. Oltre i confini della contea vi erano Thornbury a ovest, Cirencester a nord e Frome a sud-ovest. La divisione di Chippenham comprendeva le città di Calne e Malmesbury, oltre a Chippenham, e tutte erano state borough parlamentari di diritto prima del 1885. Al momento dello scoppio della prima guerra mondiale, la popolazione ammontava a 45.000 persone.
- 1918–1950: nel 1918 il Wiltshire fu diviso in cinque divisioni; la divisione di Chippenham fu espansa, comprendendo le città di Cricklade e Wootton Bassett, oltre alle circostanti aree rurali. Nel complesso, era composta da Calne, Chippenham e Malmesbury e i distretti rurali di Calne, Chippengam, Malmesbuty, parte di Cricklade e Wootton Bassett e Tetbury (escludendo la parte nella contea amministrativa del Gloucestershire).
- 1950–1983: con le modifiche che entrarono in vigore per le elezioni generali del 1950, il Wiltshire fu diviso in cinque collegi. Il collegio di Chippenham consisteva delle stesse aree del 1918 e dei distretti rurali di Calne and Chippenham, Cricklade and Wootton Bassett e Malmesbury.
- 2010–2024: i ward elettorali del North Wiltshire di Cepen Park, Chippenham Allington, Chippenham Audley, Chippenham Avon, Chippenham Hill Rise, Chippenham London Road, Chippenham Monkton Park, Chippenham Park, Chippenham Pewsham, Chippenham Redland, Chippenham Westcroft/Queens, Corsham, Lacock with Neston and Gastard e Pickwick; i ward del West Wiltshire di Atworth and Whitley, Bradford-on-Avon North, Bradford-on-Avon South, Holt, Manor Vale, Melksham North, Melksham Spa, Melksham Without, Melksham Woodrow e Paxcroft.

## Membri del parlamento dal 1868
| Elezione | Elezione             | Deputato              | Partito             |
| -------- | -------------------- | --------------------- | ------------------- |
|          | 1868                 | Gabriel Goldney       | Conservatore        |
|          | 1885                 | Banister Fletcher     | Liberale            |
|          | 1886                 | Henry Brudenell-Bruce | Conservatore        |
| 1892     | John Dickson-Poynder |                       | Conservatore        |
|          | John Dickson-Poynder | 1905                  | Liberale            |
|          | 1910                 | George Terrell        | Conservatore        |
|          | 1922                 | Alfred James Bonwick  | Liberale            |
|          | 1924                 | Victor Cazalet        | Conservatore        |
| 1943 (S) | David Eccles         |                       | Conservatore        |
| 1962 (S) | Daniel Awdry         |                       | Conservatore        |
| 1979     | Richard Needham      |                       | Conservatore        |
|          | 1983                 | Collegio abolito      | Collegio abolito    |
|          | 2010                 | Collegio ricreato     | Collegio ricreato   |
|          | 2010                 | Duncan Hames          | Liberal Democratici |
|          | 2015                 | Michelle Donelan      | Conservatore        |
|          | 2024                 | Sarah Gibson          | Liberal Democratici |

## Elezioni

### Elezioni negli anni 2020
| Partito                    | Partito                                         | Candidato                  | Risultati 4 luglio 2024 | Risultati 4 luglio 2024 |
| Partito                    | Partito                                         | Candidato                  | Voti                    | %                       |
| -------------------------- | ----------------------------------------------- | -------------------------- | ----------------------- | ----------------------- |
|                            | Lib Dem                                         | Sarah Gibson               | 22 552                  | 45,55                   |
|                            | Conservatore                                    | Nic Puntis                 | 14 414                  | 29,11                   |
|                            | Reform UK                                       | Benjamin Ginsburg          | 6 127                   | 12,37                   |
|                            | Laburista                                       | Ravi Venkatesh             | 3 925                   | 7,93                    |
|                            | Verdi                                           | Declan Baseley             | 1 954                   | 3,95                    |
|                            | Indipendente                                    | Ed Deedigan                | 540                     | 1,09                    |
|                            |                                                 |                            |                         |                         |
| Iscritti                   | Iscritti                                        | Iscritti                   | 72 492                  | 100,00                  |
| ↳ Votanti (% su iscritti)  | ↳ Votanti (% su iscritti)                       | ↳ Votanti (% su iscritti)  | 49 557                  | 68,36                   |
| ↳ Astenuti (% su iscritti) | ↳ Astenuti (% su iscritti)                      | ↳ Astenuti (% su iscritti) | 22 935                  | 31,64                   |
|                            |                                                 |                            |                         |                         |
|                            | Esito: collegio passa da Conservatore a Lib Dem |                            |                         |                         |

### Elezioni negli anni 2010
| Partito                    | Partito                                   | Candidato                  | Risultati 12 dicembre 2019 | Risultati 12 dicembre 2019 |
| Partito                    | Partito                                   | Candidato                  | Voti                       | %                          |
| -------------------------- | ----------------------------------------- | -------------------------- | -------------------------- | -------------------------- |
|                            | Conservatore                              | Michelle Donelan           | 30 994                     | 54,28                      |
|                            | Lib Dem                                   | Helen Belcher              | 19 706                     | 34,51                      |
|                            | Laburista                                 | Martha Anachury            | 6 399                      | 11,21                      |
|                            |                                           |                            |                            |                            |
| Iscritti                   | Iscritti                                  | Iscritti                   | 77 221                     | 100,00                     |
| ↳ Votanti (% su iscritti)  | ↳ Votanti (% su iscritti)                 | ↳ Votanti (% su iscritti)  | 57 437                     | 74,38                      |
| ↳ Astenuti (% su iscritti) | ↳ Astenuti (% su iscritti)                | ↳ Astenuti (% su iscritti) | 19 784                     | 25,62                      |
|                            |                                           |                            |                            |                            |
|                            | Esito: collegio confermato a Conservatore |                            |                            |                            |

| Partito                    | Partito                                   | Candidato                  | Risultati 8 giugno 2017 | Risultati 8 giugno 2017 |
| Partito                    | Partito                                   | Candidato                  | Voti                    | %                       |
| -------------------------- | ----------------------------------------- | -------------------------- | ----------------------- | ----------------------- |
|                            | Conservatore                              | Michelle Donelan           | 31 267                  | 54,72                   |
|                            | Lib Dem                                   | Helen Belcher              | 14 637                  | 25,62                   |
|                            | Laburista                                 | Andy Newman                | 11 236                  | 19,66                   |
|                            |                                           |                            |                         |                         |
| Iscritti                   | Iscritti                                  | Iscritti                   | 75 682                  | 100,00                  |
| ↳ Votanti (% su iscritti)  | ↳ Votanti (% su iscritti)                 | ↳ Votanti (% su iscritti)  | 57 140                  | 75,50                   |
| ↳ Astenuti (% su iscritti) | ↳ Astenuti (% su iscritti)                | ↳ Astenuti (% su iscritti) | 18 542                  | 24,50                   |
|                            |                                           |                            |                         |                         |
|                            | Esito: collegio confermato a Conservatore |                            |                         |                         |

| Partito                    | Partito                                         | Candidato                  | Risultati 7 maggio 2015 | Risultati 7 maggio 2015 |
| Partito                    | Partito                                         | Candidato                  | Voti                    | %                       |
| -------------------------- | ----------------------------------------------- | -------------------------- | ----------------------- | ----------------------- |
|                            | Conservatore                                    | Michelle Donelan           | 26 354                  | 47,56                   |
|                            | Lib Dem                                         | Duncan Hames               | 16 278                  | 29,38                   |
|                            | UKIP                                            | Julia Reid                 | 5 884                   | 10,62                   |
|                            | Laburista                                       | Andy Newma                 | 4 561                   | 8,23                    |
|                            | Verdi                                           | Tina Johnston              | 2 330                   | 4,21                    |
|                            |                                                 |                            |                         |                         |
| Iscritti                   | Iscritti                                        | Iscritti                   | 74 172                  | 100,00                  |
| ↳ Votanti (% su iscritti)  | ↳ Votanti (% su iscritti)                       | ↳ Votanti (% su iscritti)  | 55 407                  | 74,70                   |
| ↳ Astenuti (% su iscritti) | ↳ Astenuti (% su iscritti)                      | ↳ Astenuti (% su iscritti) | 18 765                  | 25,30                   |
|                            |                                                 |                            |                         |                         |
|                            | Esito: collegio passa da Lib Dem a Conservatore |                            |                         |                         |

| Partito                    | Partito                                    | Candidato                  | Risultati 6 maggio 2010 | Risultati 6 maggio 2010 |
| Partito                    | Partito                                    | Candidato                  | Voti                    | %                       |
| -------------------------- | ------------------------------------------ | -------------------------- | ----------------------- | ----------------------- |
|                            | Lib Dem                                    | Duncan Hames               | 23 970                  | 45,76                   |
|                            | Conservatore                               | Wilfred Emmanuel-Jones     | 21 500                  | 41,04                   |
|                            | Laburista                                  | Greg Lovell                | 3 620                   | 6,91                    |
|                            | UKIP                                       | Julia Reid                 | 1 783                   | 3,40                    |
|                            | BNP                                        | Michael Simpkins           | 641                     | 1,22                    |
|                            | Verdi                                      | Samantha Fletcher          | 446                     | 0,85                    |
|                            | Democratici                                | John Maguire               | 307                     | 0,59                    |
|                            | Cristiano                                  | Richard Sexton             | 118                     | 0,23                    |
|                            |                                            |                            |                         |                         |
| Iscritti                   | Iscritti                                   | Iscritti                   | 72 056                  | 100,00                  |
| ↳ Votanti (% su iscritti)  | ↳ Votanti (% su iscritti)                  | ↳ Votanti (% su iscritti)  | 52 385                  | 72,70                   |
| ↳ Astenuti (% su iscritti) | ↳ Astenuti (% su iscritti)                 | ↳ Astenuti (% su iscritti) | 19 671                  | 27,30                   |
|                            |                                            |                            |                         |                         |
|                            | Esito: collegio a Lib Dem (nuovo collegio) |                            |                         |                         |

## Risultati dei referendum

### Referendum sulla permanenza del Regno Unito nell'Unione europea del 2016
|             | Collegio   | Lasciare UE % | Rimanere in UE % |
| ----------- | ---------- | ------------- | ---------------- |
|             | Chippenham | 52,3%         | 47,7%            |
| Inghilterra | 53,3%      | 46,7%         |                  |
| Regno Unito | 51,9%      | 48,1%         |                  |